# David Livingstone
David Livingstone (Blantyre bij Glasgow, 19 maart 1813 – Chitambo aan het Bangweulumeer, 1 mei 1873) was een Schots zendeling en een van de bekendste ontdekkingsreizigers van zuidelijk Afrika.

## Jeugd
Livingstone werd geboren in Blantyre, een plaats op een tiental kilometer van Glasgow in Schotland in een klein appartement van een huurkazerne, Shuttle Row genaamd. De kazerne was speciaal gebouwd voor arbeiders van de katoenfabrieken aan de oevers van de rivier Clyde.
Zoals ieder ander kind in het dorp werd hij reeds op tienjarige leeftijd tewerkgesteld in de katoenfabrieken voor een veertien uur durende werkdag – van 's morgens zes uur tot 's avonds acht uur. Samen met de kinderen die in deze katoenfabrieken werkten diende hij ook nog de nachtschool te volgen. De meeste kinderen konden door vermoeidheid nauwelijks hun ogen openhouden en sliepen tijdens deze lessen. Maar Livingstone concentreerde zich en volgde aandachtig de lessen. Bij thuiskomst studeerde hij door en leerde zijn lessen tot diep in de nacht. Ook gebruikte hij, zowel in de katoenfabriek als daarbuiten, elk vrij ogenblik om boeken en de natuur te bestuderen.
Maar zelfs door hard en onverzettelijk verder te studeren kon hij zich pas op 23-jarige leeftijd inschrijven bij de medische en theologische faculteit van het Anderson College van Glasgow. Hij studeerde er tijdens de wintermaanden en keerde tijdens de zomermaanden terug naar de katoenfabrieken om er te werken.
In deze periode trok een oproep voor zendelingen voor Chinese zendingsposten zijn aandacht. Dit sprak hem aan en hij nam zich voor om als medisch zendeling naar China te trekken.
In 1838, toen zijn studie voldoende ver gevorderd was, wendde hij zich tot het Londens Zendingsgenootschap (London Missionary Society) en solliciteerde er met succes naar een aanstelling als zendeling in China, hiertoe geïnspireerd door de boeken van de Duitse zendeling Karl Gützlaff.

## Naar Afrika
Zijn vertrek naar China werd echter vertraagd door het uitbreken van de Eerste Opiumoorlog in november 1839. In afwachting van zijn vertrek woonde Livingstone een lezing bij van een andere Schotse zendeling, Robert Moffat. Deze Anglicaanse zendeling was op verlof vanuit zijn zendingspost in Kuruman, in zuidelijk Afrika, ongeveer 800 km ten noorden van Kaapstad. Hij sprak over de uitgestrekte en ongerepte gebieden van Centraal-Afrika waar het christelijk geloof nog niet of nauwelijks verkondigd was.
De belangstelling van Livingstone werd daardoor verlegd van China naar Afrika. Hij verzocht en verkreeg van het Londense Zendingsgenootschap een wijziging in zijn aanstelling en vertrok in 1840 naar Afrika.
Nadat Livingstone in Kuruman was aangekomen, trok hij verder noordwaarts om het geloof nog verder in de binnenlanden te verkondigen. In 1843 stichtte hij een 350 km ten noorden van Kuruman nieuwe zendingspost te Kolobeng. In 1845 trouwde hij met Mary, de dochter van Robert Moffat. Een belangrijk voorval in deze eerste jaren in Afrika was een aanval door een leeuw. Doordat een van zijn mannen de aandacht van de leeuw kon afleiden, bracht Livingstone het er levend vanaf. Wel hield hij er een blijvend letsel aan zijn linkerarm aan over.

## Door de Kalahari
Ten noorden van Kolobeng lag de Kalahari en voorbij deze woestijn lag het Ngamimeer dat nog nooit door Europeanen was gezien. Livingstone wilde de woestijn doorkruisen en bij de ten noorden van de woestijn wonende Makololo-stam zendingswerk verrichten. Met enkele metgezellen trok hij in 1849 de woestijn in. Hun gids verdwaalde, maar ze slaagden er uiteindelijk toch in om de ten noorden van de woestijn gelegen rivier de Zouga te bereiken en daarna het Ngamimeer. De Makololo's, 300 km verder naar het noorden, bereikten ze echter niet.
In 1850 herhaalde hij deze tocht, met in zijn gezelschap onder meer zijn vrouw en zijn kinderen. Door malaria verzwakt lukte het Livingstone en zijn medereizigers opnieuw niet om voorbij het Ngamimeer door te dringen.
In 1851 waagde Livingstone opnieuw een poging, maar dit keer via een andere route. Na diverse ontberingen, waaronder een gebrek aan drinkwater, bereikte hij in gezelschap van zijn vrouw en kinderen de Chobe, een zijrivier van de Zambezi. Hier liet Livingstone zijn familie achter. Livingstone reisde met zijn vriend Cotton Oswell verder en bereikte Sebituane, koning van de Makololo's. Van hem kreeg het duo toestemming een zendingspost op te richten, maar gedurende hun verblijf stierf de koning. Livingstone reisde hierop verder noordwaarts totdat hij de Zambezi bereikte.
Hier kreeg Livingstone het idee om naar de Afrikaanse westkust te reizen, maar niet voordat hij eerst terugkeerde naar zijn vrouw en kinderen om hen naar Kaapstad te begeleiden. Nadat zijn gezin vanuit Kaapstad per schip naar Engeland was vertrokken, volgde Livingstone zijn roeping als ontdekkingsreiziger.

## Dwars door Afrika

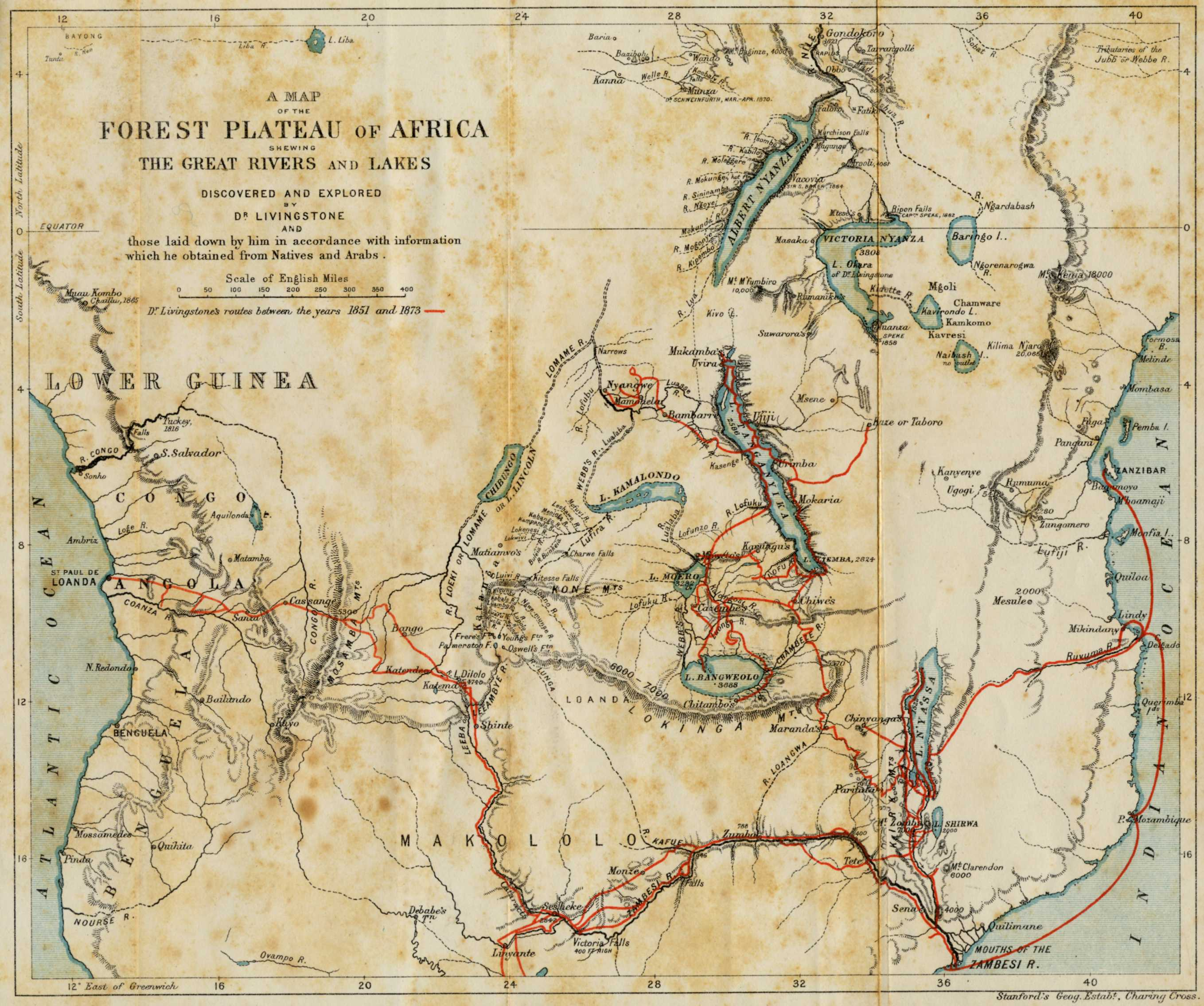
Kaart van de reizen van Livingstone in Afrika tussen 1851 en 1873

In 1852 trok Livingstone noordwaarts vanuit Kaapstad richting de Makololo-nederzetting Linyanti (tegenwoordig in Noord-Botswana). Daar ontmoette hij de nieuwe koning, Sekeletu, zoon van Sebituane. Deze betoonde zich net zoals zijn vader zeer vriendelijk tegenover Livingstone. Hij gaf deze een groep van 27 Makololo's mee om hem te vergezellen tijdens zijn reis.
Livingstone vertrok in januari 1854 stroomopwaarts over de Zambezi. Na de Zambezi bijna tot aan de bron gevolgd te zijn, ging hij westwaarts richting de kust. Hierbij kwam hij in Portugees gebied (Angola) en kwam hij voor het eerst in aanraking met slavenhandel. Dit vervulde hem met afschuw. Na een reis van 2400 km door grotendeels nog onbekend gebied, bereikte Livingstone Luanda waar de Portugezen hem zeer hartelijk ontvingen. In september volgde Livingstone de weg terug, maar het duurde bijna een jaar eer hij Linyanti weer bereikte.
Nog geen maand later vertrok Livingstone opnieuw, ditmaal de Zambezi stroomafwaarts volgend. Op 17 november 1855 bereikte hij een reusachtige waterval die hij de Victoriawatervallen noemde. Op 10 mei 1856 kwam hij in de Mozambikaanse stad Quelimane aan, waarmee hij de eerste persoon was die van west naar oost dwars door Afrika was getrokken. In Engeland werd Livingstone als een held binnengehaald.

## Nyasameer

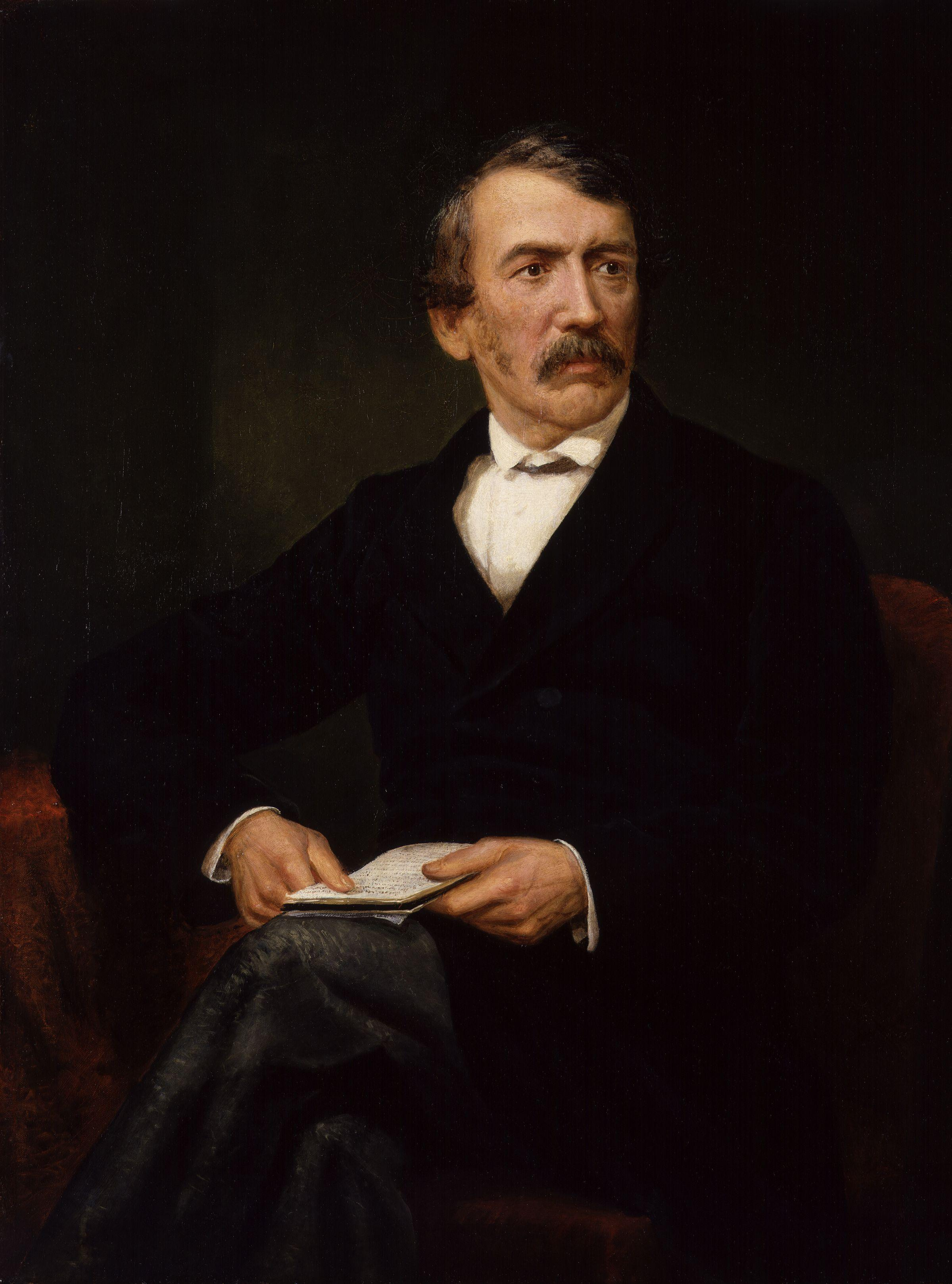
David Livingstone, Frederick Havill

De Britse regering en de Royal Geographical Society bekostigden de volgende expeditie van Livingstone. Hij wilde met deze expeditie het zuidoosten van Afrika openleggen voor de handel. Hier had hij twee redenen voor. Ten eerste hoopte hij dat de komst van 'normale' handel een belangrijke factor zou zijn voor de uitroeiing van de Arabische slavenhandel in het gebied. Ten tweede hoopte hij dat dit de regio ook voor de christelijke zending zou openen. Livingstone was van plan om de Zambezi te bevaren met de hiervoor in Liverpool gebouwde stoomboot Ma-Robert. Dit was het eerste schip ter wereld met een stalen romp. In mei 1858 stond Livingstone aan de mond van de Zambezi.
De reis bleek echter tegen te vallen. Tot aan Tete verliep de reis voorspoedig, maar de stroomversnellingen van Quebrasa waar Livingstone op zijn vorige reis zonder ze te zien omheen was getrokken bleken moeilijker te zijn dan hij had gedacht en de Ma-Robert kon hier niet verder.
Livingstone besloot daarop zijn aandacht te verleggen naar de Shire, een zijrivier van de Zambezi, maar ook hier werd hij door stroomversnellingen tegengehouden. Daarom besloot hij het gebied te voet verder te verkennen. Hij ontdekte het Chiwameer en hoorde van het bestaan van het Nyasameer (het huidige Malawimeer). Bij een volgende tocht trok hij de Shire op tot aan de stroomversnellingen om vervolgens over land naar het Malawimeer te reizen. Hier kwam hij op 16 september 1859 aan.
Hier bevond hij zich aan een van de drukste slavenroutes die vanuit het binnenland naar de kust voerde. Om verder te kunnen, stuurde Livingstone plannen terug naar Engeland om een boot te laten maken die uit elkaar genomen kon worden en zo voorbij de stroomversnellingen naar rustiger water gedragen kon worden. Een enkele gewapende boot op het Nyasameer kon de slavenhandel een grote slag toebrengen, zo geloofde hij.
De Makololo's, die al veel langer bij Livingstone waren gebleven dan eigenlijk de bedoeling was geweest, keerden nu eindelijk terug naar Linyanti. Kort na Livingstones terugkeer in Tete arriveerde ook de demontabele boot, evenals een aantal missionarissen voor de streek rond de Shire en het Shirwameer. Deze missionarissen werden geleid door de pas benoemde bisschop voor Centraal-Afrika, Charles Mackenzie.
Een boot op het Nyasameer krijgen was echter nog niet zo gemakkelijk. De route over de Zambezi en de Shire ging door Portugees gebied. De Portugezen waren nauw betrokken bij de slavenhandel en dus niet van zins zich met de bestrijding daarvan bezig te houden. Livingstone voer de Ruvuma op in de hoop dat deze een route naar het Nyasameer zou opleveren, maar deze bleek al snel te ondiep te worden. Hierdoor zat er niets anders op dan toch via de Shire te reizen. Er werd een zendingspost opgericht en van hier uit bracht Livingstone het Nyasameer in kaart. Pogingen om een schip op het meer te krijgen mislukten echter. In 1863 werd de expeditie door de Britse regering teruggeroepen.
In 1862 overleed Mary Moffatt-Livingstone aan de rand van de Zambezi aan malaria. Zij is begraven in Chupanga, het dorpje waar zij overleed.

## Bronnen van de Nijl

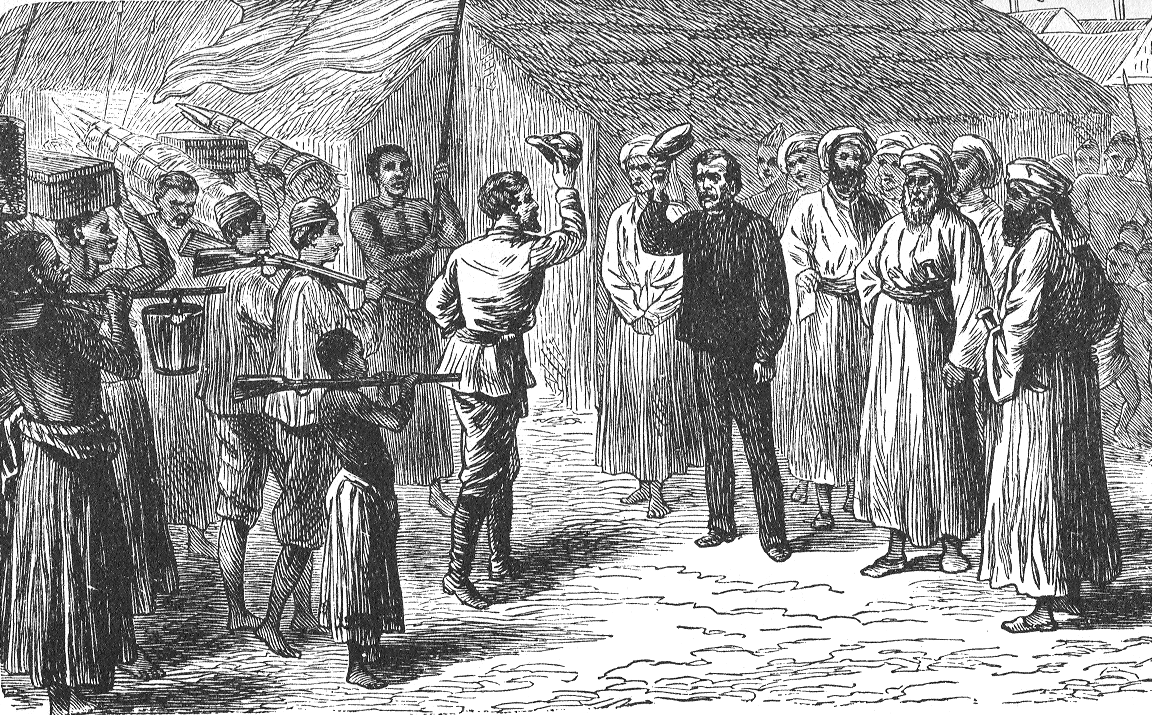
"Dr. Livingstone, I presume?"